# Enrique Campos
Enrique Campos (nascido em 7 de janeiro de 1961) é um ex-ciclista venezuelano.
Representou o seu país em dois Jogos Olímpicos consecutivos, começando em 1984. Campos também participou nos Jogos Pan-Americanos de 1987, em Indianópolis, onde conquistou a medalha de bronze competindo na estrada individual (171 km). Foi apelidado de "El Águila" durante sua carreira.